# Moura
Moura és un municipi portuguès, situat al districte de Beja, a la regió d'Alentejo i a la subregió de l'Baixo Alentejo. L'any 2004 tenia 16.411 habitants. Limita al nord-est amb Mourão, a l'est amb Barrancos, a l'est i sud amb Encinasola i Aroche, al sud-oest amb Serpa, a l'oest amb Vidigueira i al nord-oest amb Portel i Reguengos de Monsaraz.

## Població
| Població del concelho de Moura (1801 – 2004) | Població del concelho de Moura (1801 – 2004) | Població del concelho de Moura (1801 – 2004) | Població del concelho de Moura (1801 – 2004) | Població del concelho de Moura (1801 – 2004) | Població del concelho de Moura (1801 – 2004) | Població del concelho de Moura (1801 – 2004) | Població del concelho de Moura (1801 – 2004) | Població del concelho de Moura (1801 – 2004) |
| -------------------------------------------- | -------------------------------------------- | -------------------------------------------- | -------------------------------------------- | -------------------------------------------- | -------------------------------------------- | -------------------------------------------- | -------------------------------------------- | -------------------------------------------- |
| 1801                                         | 1849                                         | 1900                                         | 1930                                         | 1960                                         | 1981                                         | 1991                                         | 2001                                         | 2004                                         |
| 10283                                        | 13130                                        | 17417                                        | 23753                                        | 29106                                        | 19772                                        | 17549                                        | 16590                                        | 16411                                        |

## Freguesies
- Amareleja
- Póvoa de São Miguel
- Safara
- Santo Agostinho (Moura)
- Santo Aleixo da Restauração
- Santo Amador
- São João Baptista (Moura)
- Sobral da Adiça